# Juan Ramón Ferreira
Juan Ramón Ferreira Díaz (Hervás, Cáceres, 3 de noviembre de 1956-ibíd., 28 de noviembre de 2015) fue un político español, del PSOE.

## Biografía
Nace en Hervás el 3 de noviembre de 1956. Cursa estudios primarios, y se especializa en la rama de madera en la Escuela de Maestría Industrial de la localidad. En septiembre de 1978 ingresa en la UGT, y se afilia al PSOE en noviembre de ese mismo año. Unos meses después, en julio de 1979, entra a formar parte del Comité Local de la Agrupación Socialista de Hervás, en el que permanece durante más de dos décadas, primero como Secretario de Relaciones Sindicales, y a partir de 1988 como Secretario de Organización. En 1981 no acepta la Secretaría General del Partido en Hervás por ser previamente Secretario General local de la UGT.
Su andadura institucional en el Ayuntamiento de Hervás comienza en la legislatura de 1983 a 1987, como Concejal del Partido Socialista Obrero Español. El 30 de junio de 1987, tras haber encabezado la candidatura socialista, es elegido Alcalde de Hervás por primera vez, renueva el cargo en las sucesivas elecciones de los años 1991, 1995 y 1999, hasta 2003. Entre otros cargos institucionales, Juan Ramón Ferreira fue Presidente de la Mancomunidad de Municipios del Valle del Ambroz, desde su constitución en 1992 hasta junio de 1995, y Presidente de la Agrupación para el Desarrollo Integral del Valle del Ambroz, desde su creación, en 1996, hasta 2002. Como primer edil de Hervás fue fundador de la Red de Juderías de España-Caminos de Sefarad, de la que fue presidente en 1996.
Asimismo, fue Presidente de REDES (Red Extremeña de Desarrollo Rural) desde su creación, en 1998, hasta mayo de 2001, y miembro constituyente y de la Junta Directiva de ADESNE (Agrupación de Desarrollo de las Sierras Norte de Extremadura) desde su constitución, en marzo de 2001, hasta mayo de 2002. En agosto de 2001 fue nombrado Presidente de la Gestora Provincial del PSOE, y en diciembre de ese mismo año resultó elegido Secretario General del partido en la provincia de Cáceres, cargo para el que fue reelegido en julio de 2004 y en el que permaneció hasta 2012.
Fue diputado de la Asamblea de Extremadura desde la V Legislatura, presidiendo durante la V la Comisión de Comercio, Turismo y Transporte, y a lo largo de la VI las Comisiones de Estatuto del Diputado y de Economía y Trabajo. En junio de 2007 fue elegido Presidente de la Cámara autonómica (VII Legislatura), hasta su cese en 2011. Desde entonces ocupó el puesto de vicepresidente segundo de la Asamblea de Extremadura.

## Cargos Desempeñados
- Concejal del Ayuntamiento de Hervás (1983-2003).
- Alcalde de Hervás (1987-2003).
- Diputado por Cáceres en la Asamblea de Extremadura (1999-2015).
- Secretario general del PSOE de Cáceres (2001-2012).
- Presidente de la Asamblea de Extremadura (2007-2011).
- Vicepresidente segundo de la Asamblea de Extremadura (2011-2015).